# Arise (vindkraftsbolag)
Arise, tidigare Arise Windpower, är ett svenskt vindkraftbolag. Företaget är sedan mars 2010 noterat på Nasdaq OMX Stockholm-Small Cap. 
Arise arbetar med prospektering och tillståndshantering samt finansiering, byggande och drift av vindkraftverk. Företaget har ett eget elnätbolag och egna resurser för projektering och etablering av vindkraftparker. 
Pehr G Gyllenhammar var styrelseordförande 2007-2014.. I styrelsen ingår även Maud Olofsson, tidigare partiordförande för Centerpartiet.
Företaget invigde år 2013 en vindkraftpark med 66 kraftverk vid Jädraås i Gästrikland.